# Пікаділлі-серкус (станція метро)

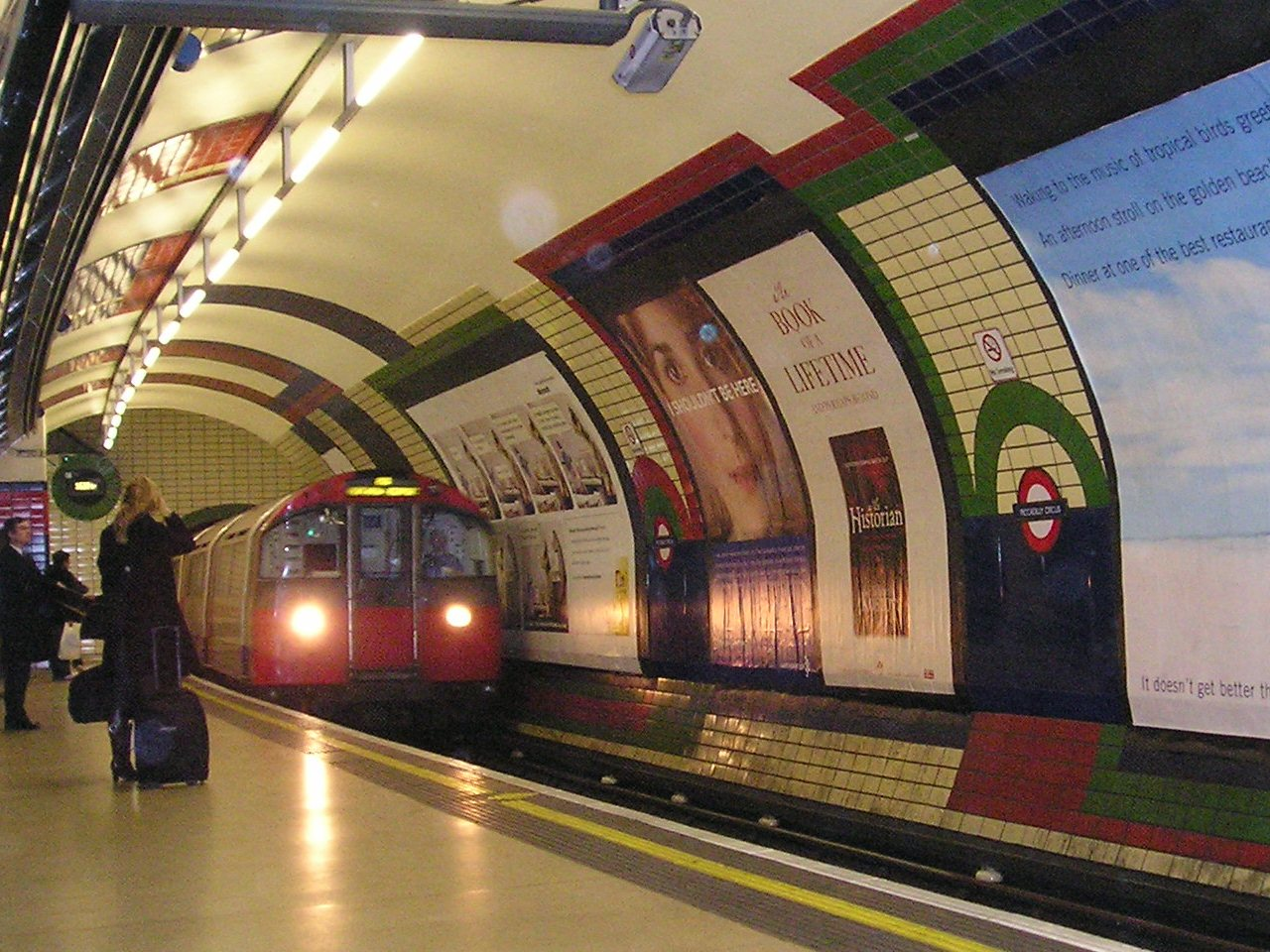
Платформа метростанції Пікаділлі-серкус, лінії Пікаділлі

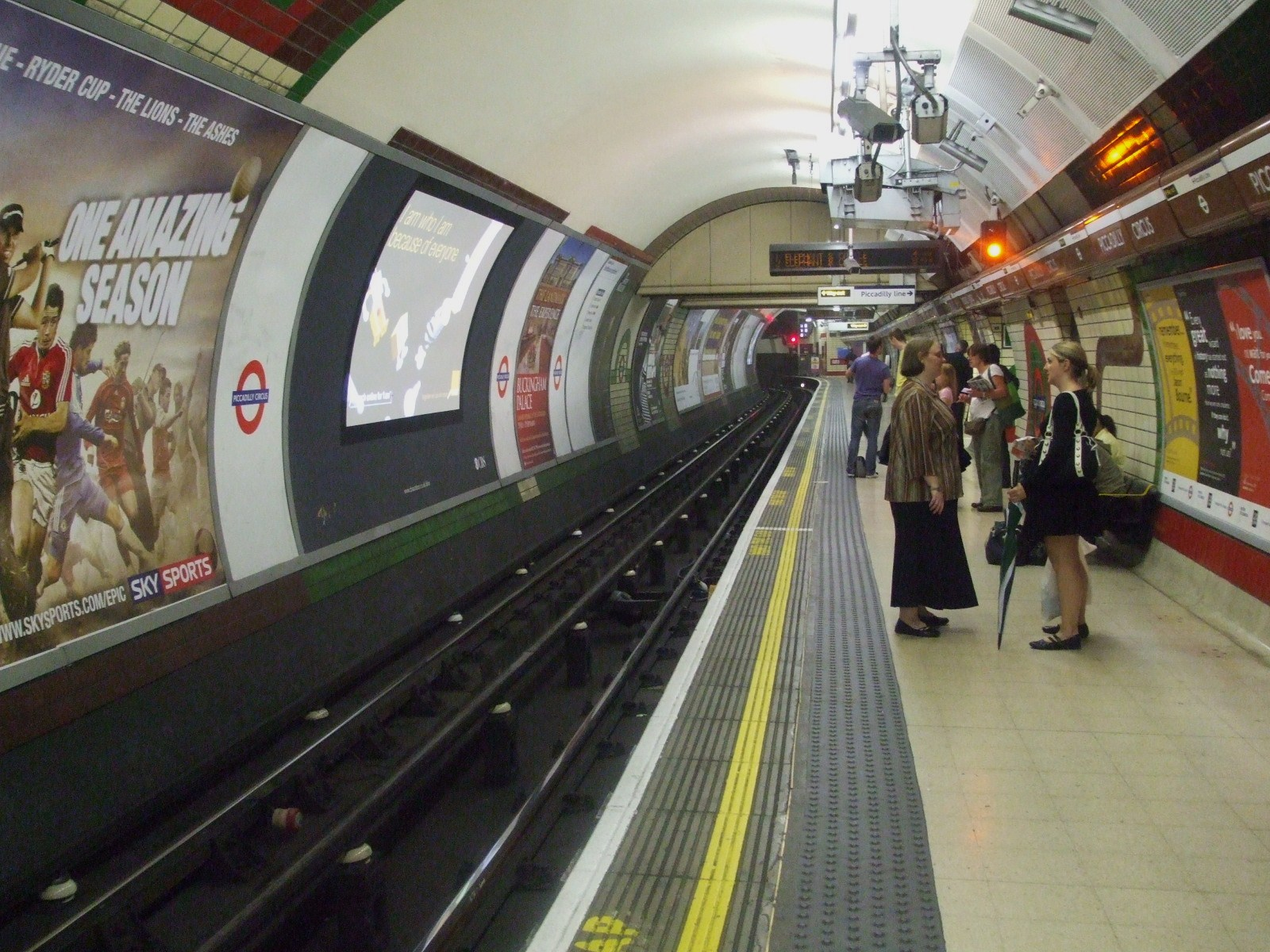
Платформа метростанції Пікаділлі-серкус, лінії Бейкерлоо

51°30′35″ пн. ш. 0°08′04″ зх. д. / 51.509652° пн. ш. 0.134505° зх. д.
Пікаділлі-серкус (англ. Piccadilly Circus) — станція Лондонського метрополітену, розташована безпосередньо під Пікаділлі-серкус, на лінії Пікаділлі між станціями Грін-парк та Лестер-сквер та на лінії Бейкерлоо між Чарінг-кросс та Оксфорд-серкус. Станція належить до 1-ї тарифної зони. У 2017 році пасажирообіг станції становив 40.82 млн осіб
Глибина закладення платформ на лінії Бейкерлоо — 21 метр, а Пікаділлі — 31 метр.

## Історія
- 10 березня 1906 — відкриття станції у складі Baker Street and Waterloo Railway (тепер лінія Бейкерлоо)
- 15 грудня 1906 — відкриття платформ Great Northern, Piccadilly and Brompton Railway (лінія Пікаділлі)[5]

## Пересадки
Пересадки на автобуси маршрутів: 3, 6, 12, 13, 14, 19, 22, 38, 88, 94, 139, 159, 453 та нічних маршрутів: N3, N15, N18, N19, N22, N29, N38, N97, N109, N136